# 八條宮穩仁親王
八條宮穩仁親王（はちじょうのみや やすひとしんのう、寬永20年四月廿九（1643年6月15日） - 寬文5年十月初三（1665年11月9日）），為日本江戶時代前期的皇族，八條宮（桂宮）第3代，後水尾天皇第十一皇子。生母是逢春門院藤原隆子（櫛笥隆致之女）。幼稱幸宮、若宮、又稱阿古麿（あこまろ）。
承應3年（1654年）智忠親王無繼嗣，便以若宮為嗣，並確保後光明天皇急逝後，若宮可以成為皇位候補者，避免皇位斷絕。明歷元年（1655年）接受親王宣下及元服，封二品官，任式部卿。寬文2年（1662年）7月養父智忠親王去世，穩仁繼承宮家。寬文5年（1665年）十月三日去世，年23歲，法號金剛壽院。
| 前任： 智忠親王 | 八條宮家第3代當主 1662年7月—1665年11月9日 | 繼任： 長仁親王 |